# Jakob Johannes Sederholm

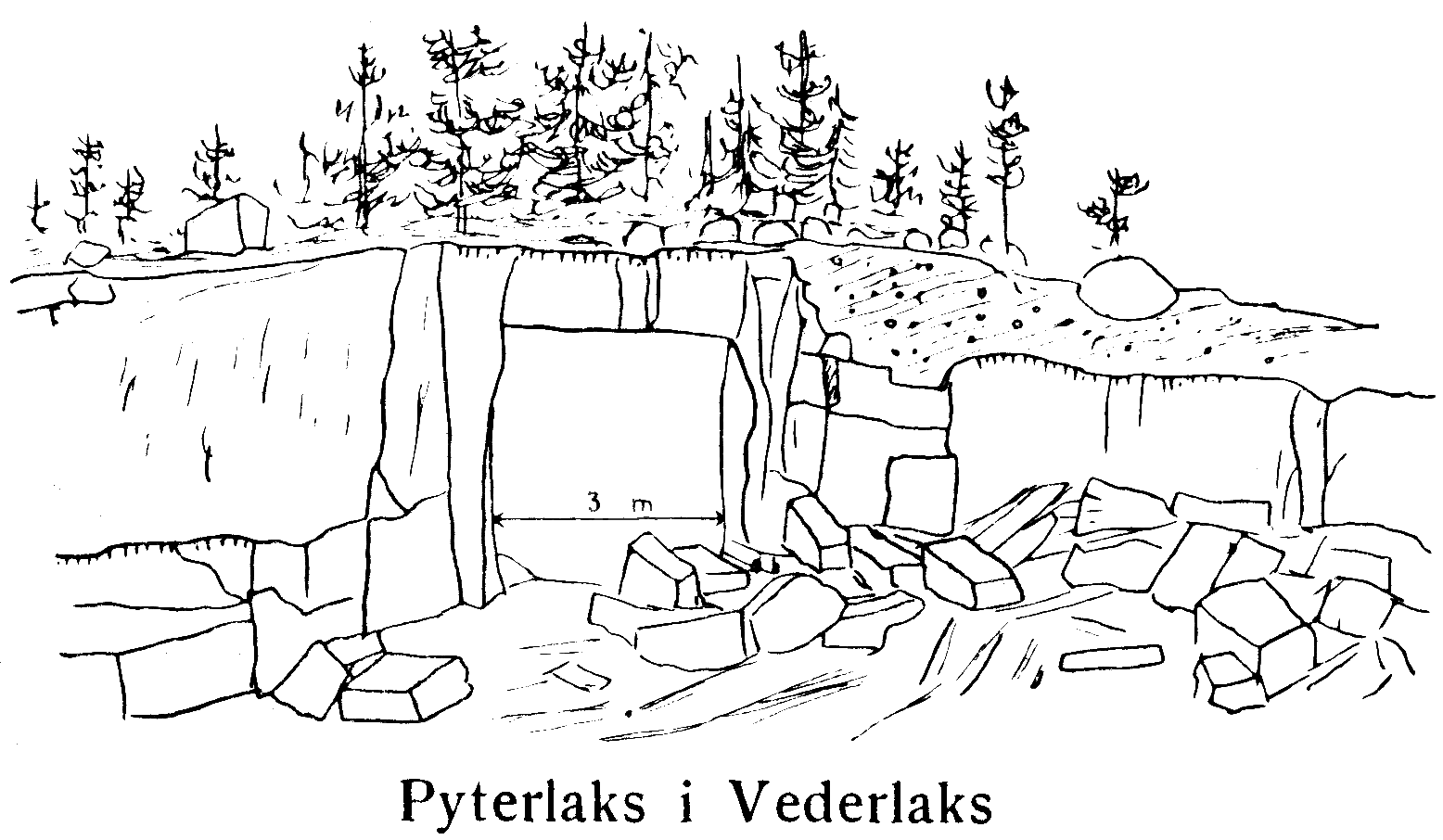
Pyterlahti stenbrott, ur Jakob Johannes Sederholms Om de tekniska egenskaperna hos finska graniter, 1911, sidan 8.

Jakob Johannes Sederholm, född 20 juli 1863 i Helsingfors i Finland, död där 26 juni 1934, var en finländsk geolog. Han var son till Theodor Sederholm och far till Margareta Zilliacus.
Sederholm blev student 1882, filosofie kandidat 1885 och filosofie licentiat 1892, allt i Helsingfors. Han studerade även för Waldemar Christopher Brøgger i Stockholm och Harry Rosenbusch i Heidelberg samt genom resor i Skandinavien och Tyskland. Han var statsgeolog vid Geologiska kommissionen 1888–1933 och var direktor för detta ämbetsverk från 1893, en institution som han höjde till hög vetenskaplig nivå. Under hans ledning blev Finland i mycket stor utsträckning geologiskt kartlagt och landets tillgångar till praktiskt användbara bergarter och malmer undersökta. I ett stort antal kartbladsbeskrivningar och officiella rapporter redogjorde han för dessa resultat.
Inriktningen på Sederholms forskning bestämdes i hög grad av hans befattning inom Geologiska kommissionen. Han bidrog mer än någon äldre eller samtida geolog till klargörandet av Finlands geologi och den ställning Finlands geologiska bildningar intar till motsvarande formationer i andra delar av Fennoskandia. Han påvisade även viktiga relationer mellan Finlands geografiska förhållanden och dess geologiska byggnad. Utöver talrika artiklar i in- och utländska tidskrifter lämnade han sammanfattande redogörelser i detta ämne i Atlas öfver Finland (1910), i vars redaktion han även övrigt i hög grad deltog.
Beskaffenheten av Finlands berggrund förde honom även till ett ingående studium av urberget och dess uppkomst. Han utgick vid tolkningen av detsamma från en aktualistisk synpunkt, det vill säga påvisade, att urberget från början inte bildats under exceptionella förhållanden, utan att man i dess bergarter, trots en långt gången metamorfos, kan notera formationer av samma art som i de yngre systemen (se till exempel avhandlingen Über archäische Ergussgesteine aus südwestlichen Finnland, 1893, och Über eine archäische Sedimentformation im südwestlichen Finnland, 1900).
Därefter lämnade han genom petrografiska studier av bergarterna viktiga bidrag till förståelsen av metamorfosens gång och försökte slutligen genom studiet av migmatiterna, det vill säga de intima sammanvävningarna av gnejs och granit, som är så vanliga i klipporna i Finland och andra urbergsområden, visa att gnejsbildningen och granitiseringen berott därpå, att sådana delar av jordskorpan varit nedpressade till stort djup och därvid under inverkan av den höga temperaturen blivit mer eller mindre fullständigt omsmälta och indränkta med granit (se den grundläggande avhandlingen Om granit och gnejs, 1907, och flera efterföljande uppsatser). Genom dessa undersökningar blev han en av de ledande vetenskapsmännen på urbergsforskningens område. Han skrev även det populärvetenskapliga, illustrerade arbetet Forntidens djurvärld (1916).
Han kallades till ledamot av finska Vetenskapssocieteten 1904 och av svenska Vetenskapsakademien 1914. Han var filosofie hedersdoktor vid universitetet i Oslo och juris hedersdoktor vid universitetet i Toronto samt ledamot av Vetenskapssocieteten i Uppsala (1917) och Fysiografiska sällskapet i Lund (1920). Han tilldelades både Murchisonmedaljen och Penrosemedaljen 1928.
Sederholm deltog i lantdagen 1905-06 som medlem av borgarståndet. Efter att tidigare ha varit verksam som finländska regeringens politiske agent i utlandet i särskilda uppdrag, utsågs han i november 1921 till ledamot av en tremannakommission, som av Nationernas förbunds råd sändes till Albanien för att kontrollera de jugoslaviska truppernas avtåg och avge rapport om Albaniens politiska förhållanden. Uppdraget förnyades 1922 för honom ensam och ledde till halvtannat års vistelse i Albanien, varunder han avgav ett antal rapporter om landets förhållanden och förslag till deras förbättrande.